# لهر سلطان‌پور
لهر سلطان‌پور (به انگلیسی: Lehr Sultanpur) یک روستا در پاکستان است که در ناحیه چکوال واقع شده‌است.